# Claravis
Genre
Claravis est un genre de colombidés regroupant 3 espèces.

## Liste d'espèces
D'après la classification de référence (version 15.1, 2025) du Congrès ornithologique international (ordre phylogénique) :
- Claravis pretiosa – Colombe bleutée